# Rambo (Craig Xen)
Rambo è un singolo del rapper statunitense Craig Xen pubblicato il 17 aprile 2020.

## Tracce
1. Rambo – 2:33